# Micrurus bocourti
Micrurus bocourti – gatunek jadowitego węża z rodziny zdradnicowatych (Elapidae). Jeden z grupy węży koralowych. Występuje w północno-zachodniej części Ameryki Południowej – od nizin po zachodnie Andy, od zachodniego Ekwadoru do północno-zachodniego Peru. Prowadzi dzienny, naziemny lub częściowo podziemny tryb życia.

## Systematyka
Takson ten po raz pierwszy zgodnie z zasadami nazewnictwa binominalnego opisał w 1872 roku włoski zoolog Giorgio Jan w 42. zeszycie „Iconographie générale des ophidiens”. Autor nadał wężowi nazwę Elaps bocourti. Holotyp MNHN 869 to samiec o długości 283 mm odłowiony przez E.T. Liautauda w roku 1843. Nie wyróżnia się podgatunków.

### Etymologia
- Micrurus: gr. μικρος mikros „mały”[7]; κερκος kerkos „ogon”[8].
- bocourti – Marie Firmin Bocourt (1819–1904), francuski przyrodnik[2].

## Morfologia
Jest to małej wielkości wąż o krótkiej, czarnej głowie z białymi plamami, która jest tylko niewiele szersza od szyi, o małych oczach z ciemnobrązowymi tęczówkami. Tułów pokrywa od 14 do 22 czarnych pierścieni pogrupowanych w triady przedzielone białymi paskami szerszymi w okolicy brzucha. Czarne triady pierścieni przedzielone są ciemnoczerwonymi, wyraźnie widocznymi szerokimi pasami. Ogon dosyć krótki, dwubarwny z żółtymi/białymi i czarnymi pierścieniami w liczbie 5–8 u samców i 4–6 u samic. Węże tego gatunku posiadają uzębienie typu proteroglypha, tzn. posiadają krótkie zęby jadowe zaopatrzone w rynienkę. Gatunek ten może być mylony z Micrurus martensi.
Wymiary:
|                        | Samiec  | Samica  |
| Długość całkowita (mm) | 761     | 820     |
| Tarczki brzuszne       | 194–210 | 212–223 |
| Tarczki podogonowe     | 43–50   | 32–35   |

## Występowanie
Micrurus bocourti występuje w północno-zachodniej części Ameryki Południowej – od nizin po niższe partie zachodnich Andów, od zachodniego Ekwadoru do skrajnie północno-zachodniego Peru. Jest spotykany na wysokościach od poziomu morza do około 2420 m n.p.m. W Ekwadorze odnotowano go w prowincjach El Oro, Guayas i Manabí. W dolinie rzeki Río Jubones w prowincji Azuay żyje prawdopodobnie odizolowana populacja górska.

## Ekologia i zachowanie
Gatunek ten występuje głównie w nadmorskich suchych lasach nizinnych, lasach deszczowych i suchych lasach górskich. Spotykany jest także w przydomowych ogrodach, na plantacjach i na obrzeżach lasów. Prowadzi dzienny, lądowy tryb życia. Jego dieta składa się z węży, np. Leptodeira ornata, oraz płazów bezogonowych. Ich jad jest neurotoksyczny i prawdopodobnie śmiertelny dla ludzi. U jednej osoby ukąszonej przez ten gatunek wystąpił miejscowy, silny ból, wymioty, niewyraźne widzenie i miejscowy paraliż.

## Status
W Czerwonej księdze gatunków zagrożonych IUCN Micrurus bocourti jest klasyfikowany jako gatunek najmniejszej troski (LC, ang. Least Concern). Liczebność populacji nie została oszacowana, ale wąż ten jest opisywany jest jako niepospolity bądź rzadki. Trend liczebności populacji oceniany jest jako spadkowy.